# 1143 Одисеј
1143 Одисеј је Јупитеров тројански астероид са пречником од приближно 125,64 .
Афел астероида је на удаљености од 5,738 астрономских јединица (АЈ) од Сунца, а перихел на 4,774 АЈ.
Ексцентрицитет орбите износи 0,091, инклинација (нагиб) орбите у односу на раван еклиптике 3,135 степени, а орбитални период износи 4402,197 дана (12,052 године).
Апсолутна магнитуда астероида је 7,93 а геометријски албедо 0,075.
Астероид је откривен 28. јануара 1930. године.